# ينس زيتليتز
ينس زيتليتز (بالنرويجية البوكمول: Jens Zetlitz)‏ هو كاتب وقسيس وشاعر نرويجي، ولد في 26 يناير 1761 في Stavanger town ‏ في النرويج، وتوفي في 14 يناير 1821 في Kviteseid (village) ‏ في النرويج.